# Zöldcsőrű tukán

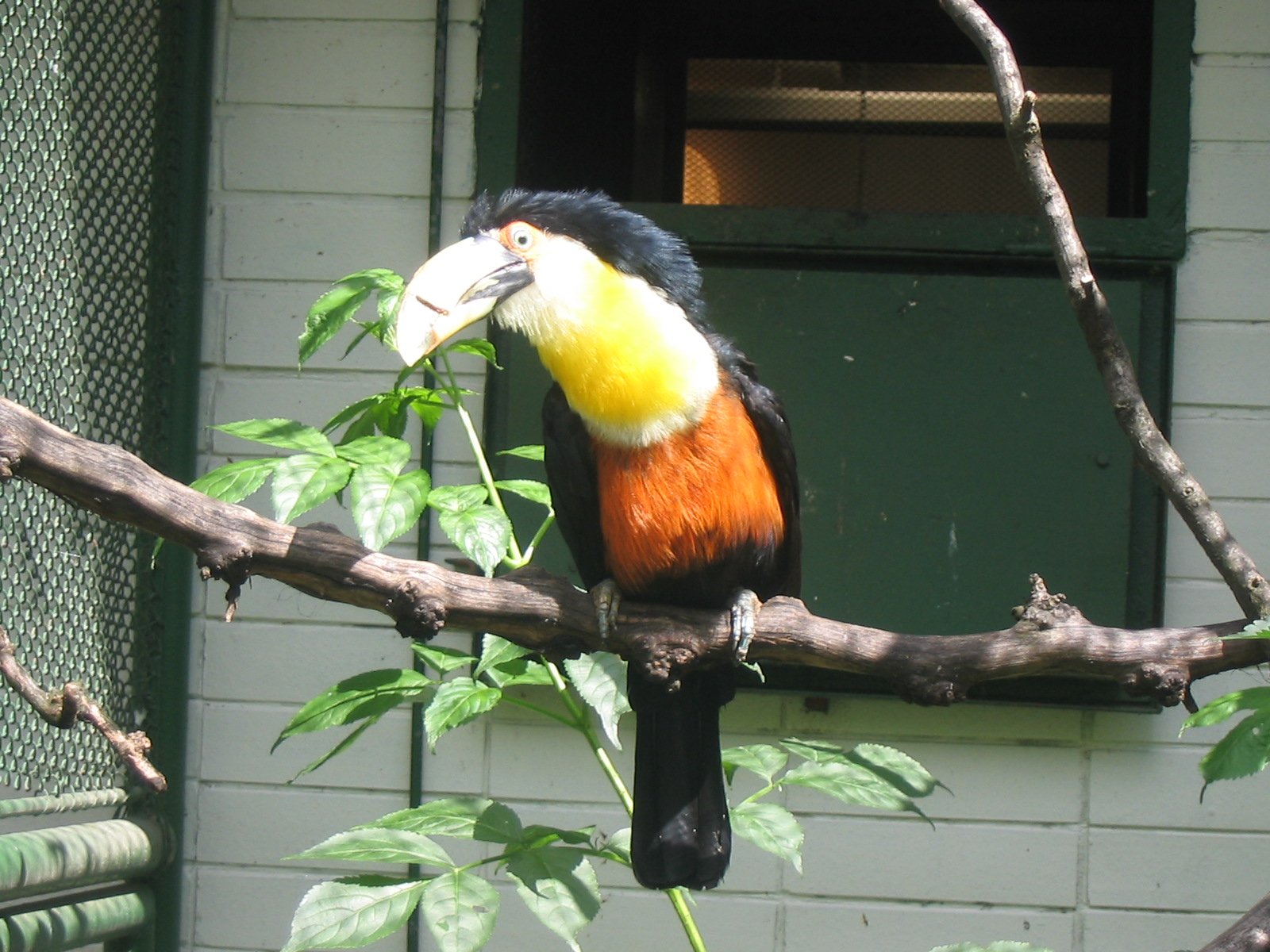
Nagy méretű, de könnyű csőre van

A zöldcsőrű tukán (Ramphastos dicolorus) a madarak (Aves) osztályának harkályalakúak (Piciformes) rendjébe, ezen belül a tukánfélék (Ramphastidae) családjába tartozó faj.

## Előfordulása
Dél-Amerikában, Brazília, Argentína és Paraguay területén honos.

## Megjelenése
Testhossza 40–46 centiméter, testtömege 260–400 gramm. Csőre zöld.

## Életmódja
Gyümölcsökkel táplálkozik.

## Szaporodása
Egy fészekaljba 2–4 tojást rak, melyen 18 napig kotlik.
|  |